# Neoseiulus arenillus
Neoseiulus arenillus är en spindeldjursart som först beskrevs av Denmark och Muma 1967.  Neoseiulus arenillus ingår i släktet Neoseiulus och familjen Phytoseiidae. Inga underarter finns listade i Catalogue of Life.